# Miométrio

Útero e tubas uterinas

O miométrio é a camada média da parede uterina composta por células de músculo liso.